# 三河鉄道デワ1形電車

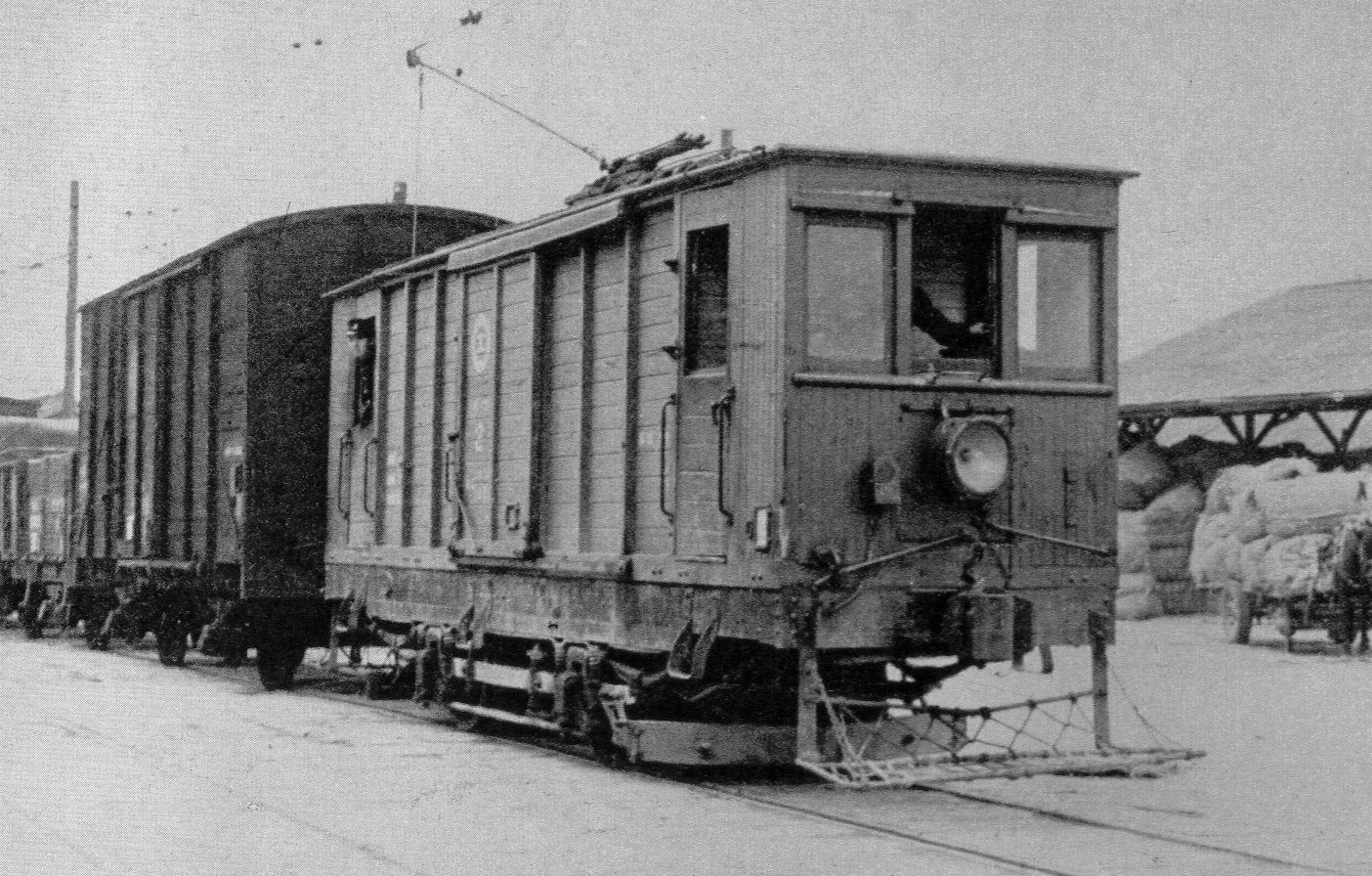
三河鉄道デワ1形2

三河鉄道デワ1形電車（みかわてつどうデワ1がたでんしゃ）は、三河鉄道が新製した電動貨車。後年三河鉄道が名古屋鉄道（名鉄）へ吸収合併されたことに伴い、デワ10形と改称された。
2両が存在し、岡崎市内線で運用された。

## 概要
車体は木造。2軸車であった。ブレーキは手ブレーキと電気ブレーキの併用。
自動連結器を装備し、貨車の牽引にも使用されていた。

### 主要諸元
- 全長：8,255mm
- 全幅：1,956mm
- 全高：3,799mm
- 自量：9.2t
- 電気方式：直流600V（架空電車線方式）
- 軸配置：B
- 台車形式：ブリル21-E
- 主電動機：SS-D-58(50PS)×2基
- 歯車比：5.11
- 制御方式：SS-OW
- 貨物積載量：5.0t

## 沿革
1927年（昭和2年）、伊那電気鉄道松島工場で製造された。発注は岡崎電気軌道であったが、同年4月16日に三河鉄道に合併。この電動貨車は1928年（昭和3年）に三河鉄道に納車され、三河鉄道デワ1形（1・2）となる。
1941年（昭和16年）6月1日、三河鉄道が名古屋鉄道に合併すると、デワ10形（11・12）に改番。引き続き岡崎市内線で運用され、戦後、運転台側面の窓を設置、前照灯の位置変更などの改造が行われる。
岡崎市内線の貨物輸送の他、日清紡績戸崎工場への貨物輸送、国鉄や挙母線との貨車連絡を行っていたが、貨物取り扱いが廃止されると、資材運搬に従事していた。
1962年（昭和37年）、岡崎市内線の廃止とともに廃車 となる。